# Roberto Hilbert
Roberto Hilbert (født 16. oktober 1984 i Forchheim, Vesttyskland) er en tysk fodboldspiller, der spiller som midtbanespiller hos Greuther Fürth. Tidligere har han spillet for blandt andet VfB Stuttgart og Bayer Leverkusen.

## Landshold
Hilbert står (pr. april 2018) noteret for otte kampe for Tysklands landshold. Han debuterede for holdet den 28. marts 2007 i en kamp mod Danmark.

## Titler
Bundesligaen
- 2007 med VfB Stuttgart